# William J. Borucki
William J. (Bill) Borucki (nascut el 1939) és un científic espacial que va treballar a l'Ames Research Center de la NASA. En unir-se a la NASA el 1962, Borucki va dissenyar els escuts tèrmics per a la nau espacial del programa Apollo. Més tard va dirigir la seva atenció a l'eficiència òptica dels llamps en les atmosferes dels planetes, investigant la propensió que aquests llamps podrien crear molècules que després es convertirien en els precursors de la vida. Posteriorment, l'atenció de Borucki es va tornar als planetes extrasolars i la seva detecció, particularment a través del mètode de trànsit.  Davant d'aquest treball, Borucki va ser nomenat investigador principal de la missió Kepler de la NASA, llançada el 6 de març del 2009 i dedicada a una recerca basada en el trànsit dels planetes habitables. El 2013, Borucki va obtenir la Medalla Henry Draper de l'Acadèmia Nacional de Ciències dels Estats Units pel seu treball amb Kepler. El 2015 va rebre el Premi Shaw d'Astronomia.

## Educació i carrera professional
Nascut a Chicago el 1939, Borucki va créixer a Delavan, Wisconsin Va estudiar física a la Universitat de Wisconsin, Madison, on va obtenir el grau de màster el 1962. Després d'això, Borucki va començar a treballar en els escuts calorífics del programa Apollo, que van ser dissenyats per protegir la nau espacial i els seus ocupants, de ser destruïts per la calor de la reentrada a l'atmosfera. Després del seu treball per a l'Apollo, Borucki va estudiar meteorologia a la Universitat Estatal de San José, on va obtenir un màster el 1982. Aquell any, Borucki va començar els seus estudis a la NASA sobre la naturalesa dels llamps, emprant satèl·lits equipats amb instrumentació que va ajudar a dissenyar per descobrir quina fracció de l'energia en aquest llamp s'utilitzava en la producció de molècules prebiòtiques. Com a part d'aquesta investigació, Borucki va realitzar una anàlisi basada en les observacions de les sondes espacials per tal de trobar la freqüència d'un llamp en altres planetes en el sistema solar.

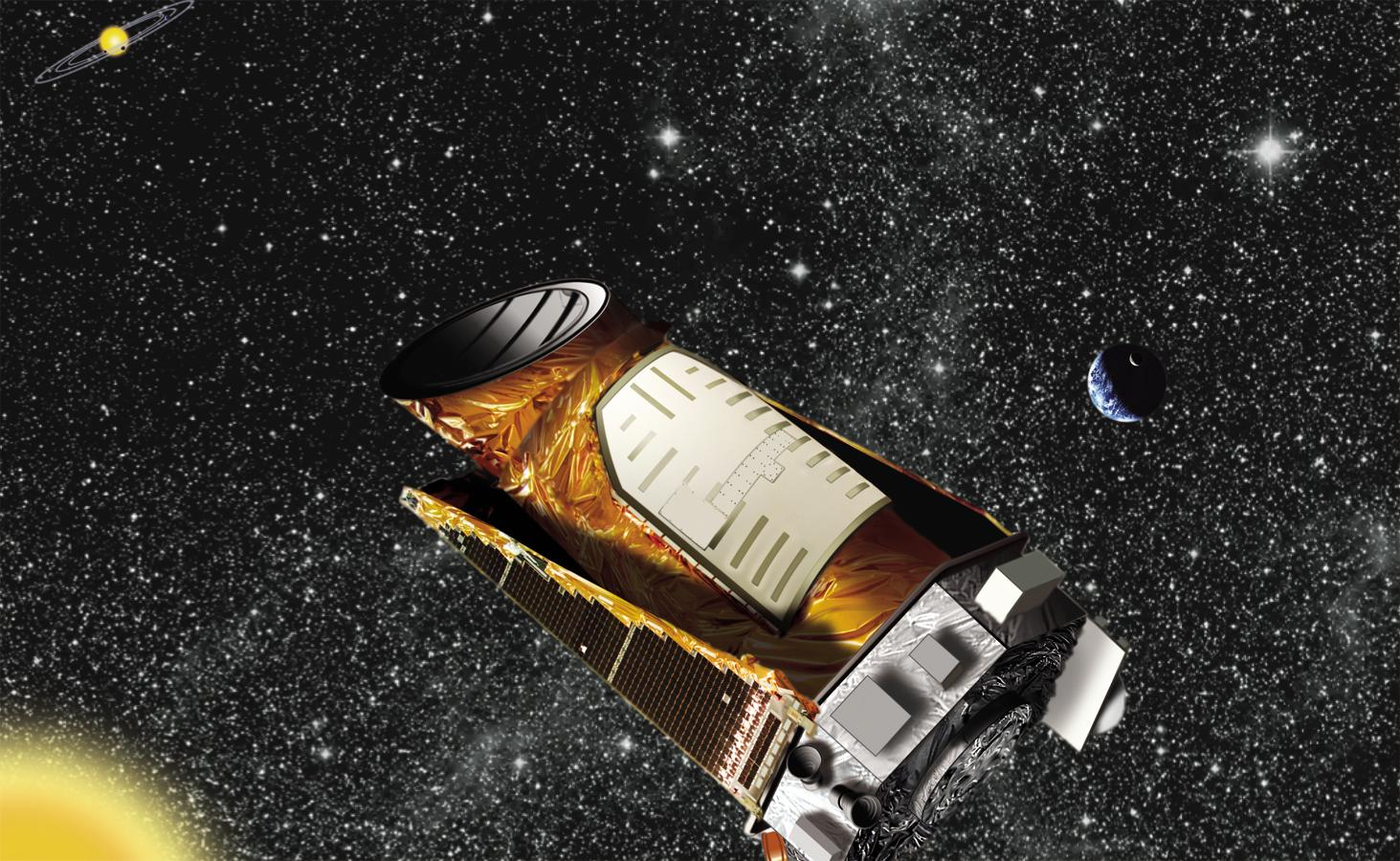
L'esforç per llançar Kepler va ser encapçalat per Borucki, que ara és el seu principal investigador.

PEl 1984, l'atenció de Borucki s'havia convertit en la recerca de planetes extrasolars mitjançant el mètode de trànsit, la qual cosa implica observar l'enfosquiment periòdic de l'estrella per detectar la signatura d'un planeta que bloqueja part de la seva llum en passar per davant. En aquell any i posteriorment en 1988, Borucki va organitzar tallers de científics per determinar els millors mètodes per aconseguir deteccions d'exoplanetes basats en el trànsit, i també va treballar estretament amb l'Institut Nacional d'Estàndards i Tecnologia per desenvolupar fotòmetres que podrien arribar la sensibilitat desitjada. En l'Observatori Lick, Borucki va demostrar les tècniques necessàries per a la detecció extrasolar del planeta mitjançant el mètode de trànsit, i posteriorment va construir una prova de concepte basat en terra per a un telescopi espacial dissenyat per a la recerca de planetes.
Fins a la seva jubilació al juliol de 2015, Borucki va ser l'investigador principal del telescopi espacial Kepler, dissenyat per cercar exoplanetes amb el mètode de trànsit. El telescopi ha detectat 105 planetes confirmats i milers de possibles candidats al planeta a partir del 9 de gener de 2012 Pel seu treball, ha rebut el Premi de Lideratge Destacat de la NASA, el Premi Avançat de Popular Mechanics el 2009 i el Premi a l'Enginyeria de Sistemes de la NASA el 2010 i el Premi Lancelot M. Berkeley per al treball meritori en astronomia el 2011. Va rebre la medalla Henry Draper 2013 de l'Acadèmia Nacional de Ciències dels Estats Units "Pel seu concepte de fundació, un desafiament i un lideratge visionari durant el desenvolupament de la missió Kepler de la NASA, que ha descobert infinits planetes i sistemes solars amb propietats imprevistes i sorprenents". i el 2015 el Premi Shaw en Astronomia per "haver concebut i liderat la missió Kepler", que va ampliar enormement el coneixement tant dels sistemes planetaris extrasolars com dels interiors estel·lars." El 2016, va ser nomenat membre de l'American Association for the Advancement of Science.

## Vida personal
William Borucki es va casar amb Josephine Julia Joyce en 1963. Es van conèixer mentre tots dos eren estudiants de la Universitat de Wisconsin a Madison, Wisconsin. Tenen tres filles; Virginia (Joy), Monica, i Stella i cinc nets; Georgia, Jack, Sydney, Kira i Madeline.

## Premis[8]
- 2016 Fellow of the American Association for the Advancement of Science[12]
- 2016 Bower Award and Prize for Achievement in Science[13]
- 2015 Frank Drake Award for Innovation in SETI[14]
- 2015 Shaw Prize in Astronomy, Shaw Foundation
- 2015 Trophy for Current Achievement, National Air and Space Museum
- 2015 NASA Ames Fellow
- 2014 Robert H. Goddard Memorial Trophy, National Space Club
- 2013 Space Award, The World Technology Network
- 2013 Career Achievement Award, Samuel J. Heyman Service to America Medal given by U.S. President Obama
- 2013 Exceptional Scientific Achievement Medal, NASA Honor Award
- 2013 Henry Draper Medal, National Academy of Sciences
- 2012 Nelson B. Jackson Aerospace Award, National Space Club; Kepler Team
- 2012 Vision to Reality Award, Space Frontier Foundation
- 2012 Maria and Eric Muhlmann Award, Astronomical Society of the Pacific; Kepler Team
- 2012 Space Science Award, American Institute of Aeronautics and Astronautics; Kepler Team
- 2012 George W. Goddard Space Science Award, SPIE
- 2012 John L. "Jack" Swigert, Jr., Award for Space Exploration, Space Foundation
- 2012 Laureate Award for Space, Aviation Week
- 2011 Lancelot M. Berkeley Prize for Meritorious Work in Astronomy, American Astronomical Society
- 2011 Public Service Leader of the Year, Harvard Club of San Francisco
- 2011 Professional Award, Astronomical Association of Northern California
- 2010 Outstanding Leadership Medal, NASA Honor Award
- 2010 NASA Software of the Year Award, NASA Software Advisory Panel
- 2010 Systems Engineering Excellence Award, NASA's Office of the Chief Engineer
- 2010 Group Achievement, NASA Honor Award; Kepler Team
- 2009 Breakthrough Award, Popular Mechanics
- 2005 Scientist or Researcher, Ames Honor Awards
- 2000 Group Achievement Award, NASA Honor Award; Astrobiology Team
- 1999 Assoliment Superior, Premi NASA Ames; projecte Vulcan
- 1998 Premi d'assoliment grupal, programa Cassini Huygens Atmospheric Structure Instrument Team, NASA
- 1987 Excel·lència per al premi Centre de Productivitat, Qualitat i Seguretat, NASA Ames
- 1967 Premi a la Missió Apollo de la NASA